# Nagel Auktionen

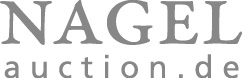

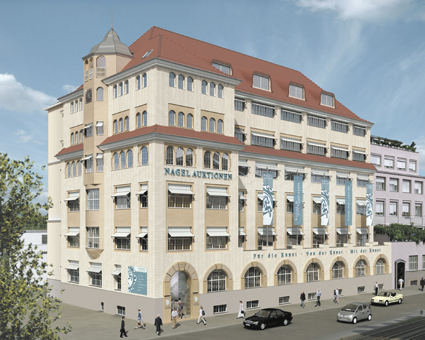
Das Auktionshaus Nagel in der Stuttgarter Neckarstrasse

Nagel Auktionen ist ein Kunstauktionshaus mit Sitz in Stuttgart. Das Auktionshaus veranstaltet jährlich reguläre Auktionen (Kunst- und Antiquitäten, Moderne & Zeitgenössische Kunst, Asiatische Kunst, Luxusarmbanduhren, Islamische Kunst und Sammlerteppiche) sowie Sonderauktionen. Es ist Mitglied im Bundesverband Deutscher Kunstversteigerer e. V.

## Geschichte
Der promovierte Chemiker Fritz Nagel (1897–1981) gründete 1922 in seiner Heimatstadt Mannheim eine Kunsthandlung. Er stammte aus einer kunstsinnigen Familie. Schon der Großvater war in Mannheim ein bekannter Goldschmied und vermittelte nebenbei Werke von Münchner Malern, und der Vater, der das großväterliche Juweliergeschäft übernahm, handelte ebenfalls mit Kunst und Antiquitäten. Sein Onkel Wilhelm Nagel studierte an der Karlsruher Akademie unter Ferdinand Keller und wurde Landschaftsmaler.
Schon während des Chemiestudiums folgte Fritz Nagel seinen Neigungen und besuchte auch Vorlesungen in Kunstgeschichte. Auf seinen Reisen nach Wien, Berlin und München sowie durch die Besuche der Kunstauktionen des Hofkunsthändlers Felix Fleischhauer in Stuttgart wurde dieses Interesse gestärkt. Zwei Jahre nach Eröffnung seines Antiquitätengeschäftes führte er die erste Kunstauktion in Mannheim durch.
In der Folgezeit konnte Nagel zahlreiche Sammlungen und Wohnungen auflösen, darunter auch die Inventare der Orangerie des Großherzogs von Hessen-Darmstadt und der Schlösser Schloss Heiligenberg, Schloss Langenzell bei Heidelberg und Schloss Friedewald bei Daaden. 1932 fand die 50. Kunstauktion auf Schloss Talheim statt. Ebenso wurde bedeutende Privatsammlungen versteigert, darunter die Sammlung moderner Gemälde des Verlegers Alexander Koch aus Darmstadt. Zu Beginn des Zweiten Weltkriegs wurde Fritz Nagel zum Wehrdienst einberufen. Das Mannheimer Ladengeschäft wurde geschlossen.
In Stuttgart organisierte Nagel die erste Nachkriegsauktion, eröffnete 1950 erneut ein Ladengeschäft und war als Auktionator und Kunsthändler tätig. 1956 gehörte er zu Ausstellern der Deutschen Kunst- und Antiquitätenmesse in München und nahm zehn Jahre an dieser Verkaufsschau teil.
Kurz vor der 200. Kunstauktion übergab Nagel 1964 das Auktionsgeschäft in die Hände seines jüngeren Sohnes Gert K. Nagel (* 1936), eines Restaurators für Gemälde und Skulpturen, der das Auktionshaus ausbaute.
Die Auktionen der Nachkriegszeit fanden noch in der Stuttgarter Liederhalle statt. Das erste ständige Auktionslokal wurde in der Breitscheidstr. 127 eingerichtet. Schon 1974 mussten neue, größere Räume in der Hasenbergstr. 31 angemietet werden. 1980 folgte der Umzug in einen Neubau in der Mörikestraße 17–19.
Das Stuttgarter Kunstauktionshaus entwickelte sich unter der Leitung von Gert K. Nagel zu einem mittelständischen Unternehmen. Traditionell bediente man alte und moderne Kunst, also Gemälde, Skulpturen und Grafik, ebenso wie europäisches Kunsthandwerk, Möbel und vor allem Sammlerteppiche, aber auch außereuropäische Kunst.
Am 1. Januar 1990 verkaufte Gert K. Nagel die Firma an seinen Mitarbeiter Robin Phillip Straub (1956–2004). Dieser stammte ebenfalls aus einer kunstsinnigen Familie. Vater Karl Ludwig Straub (1900–1997) hatte am Bauhaus in Dessau studiert, war Assistent von László Moholy-Nagy und später als Grafiker tätig. Zwei Brüder von Robin Straub und seine Ehefrau sind ebenfalls bildende Künstler.
Kurz nach der Übernahme zog das Auktionshaus in die Adlerstr. 31. In der Folge baute Straub das Auktionshaus zu einer international wettbewerbsfähigen Firma aus. Er erwarb in der Neckarstraße ein altes, repräsentatives Firmengebäude, welches 1906 von dem Stuttgarter Architekturbüro Schmohl & Stählin erbaut worden war. Nach einer Renovierung wurde das Haus im September 2003 eröffnet.
Heute zählt Nagel zu den führenden Kunstauktionshäusern Deutschlands sowie international gefragtesten Adressen für Asiatische Kunst und profitiert vom anhaltenden Boom chinesischer Kunst und einem stetig wachsenden Interesse der asiatischen Käuferschaft an den übrigen Sparten des Hauses.
Nach Straubs Tod im Dezember 2004 wurde die Firma Nagel Auktionen von einem inhabergeführten Unternehmen in eine GmbH & Co. KG verwandelt. In diesem Zeitraum hat sich der Umsatz des Hauses mehr als verdoppelt. Waren es 2000 noch rund 20 Millionen Euro, erzielt das Unternehmen derzeit jährlich bis zu 50 Millionen Euro.
2018 konnte mit einem Erlös von 7,3 Millionen Euro für eine überaus seltene kaiserlich-chinesische Drachenvase mit Qianlong-Siegelmarke ein absolutes Rekordergebnis für Kunsthandwerk im deutschsprachigen Raum erzielt werden. 
Im Sommer 2020 wurde gemeldet, dass die Firma, nicht zuletzt in Folge der Corona-Krise und deren besondere Auswirkung auf den asiatischen Markt, in finanzielle Schwierigkeiten geraten war. Eine Insolvenz konnte allerdings abgewendet werden, das Traditionshaus strebe eine Sanierung in Eigenverwaltung an. Künftig wolle man neben dem Standbein der asiatischen Kunst auch stärker die derzeit besonders gefragte Moderne berücksichtigen.
Im Jahr 2021 wurde mit dem erzielten Ergebnis von 14.070.000 Euro, für den Verkauf einer Chinesischen Bronze, das bis dato teuerste Kunstwerk auf dem deutschen Auktionsmarkt versteigert.
Im Jahr 2022 machte das Auktionshaus mit dem Verkauf der spektakulären "Art Kite Collection" auf sich aufmerksam. Bei der Auftaktauktion im Jubiläumsjahr erreicht NAGEL Auktionen in Stuttgart ein Rekordergebnis von 8,7 Mio. Euro. Dies ist das höchste bei einer Auktion der Modernen und Zeitgenössischen Kunst erzielte Ergebnis in der 100-jährigen Firmengeschichte. Die von internationalen Ausnahmevertretern der zeitgenössischen Kunst wie u. a. von Gerhard Richter, Robert Rauschenberg, Frank Stella, Atsuko Tanaka, Yayoi Kusama und Niki de Saint Phalle gestalteten Flugdrachen wurden zum "White Glove Sale" und fanden eine internationale Käuferschaft.

## Auktion Schätze der Tek Sing

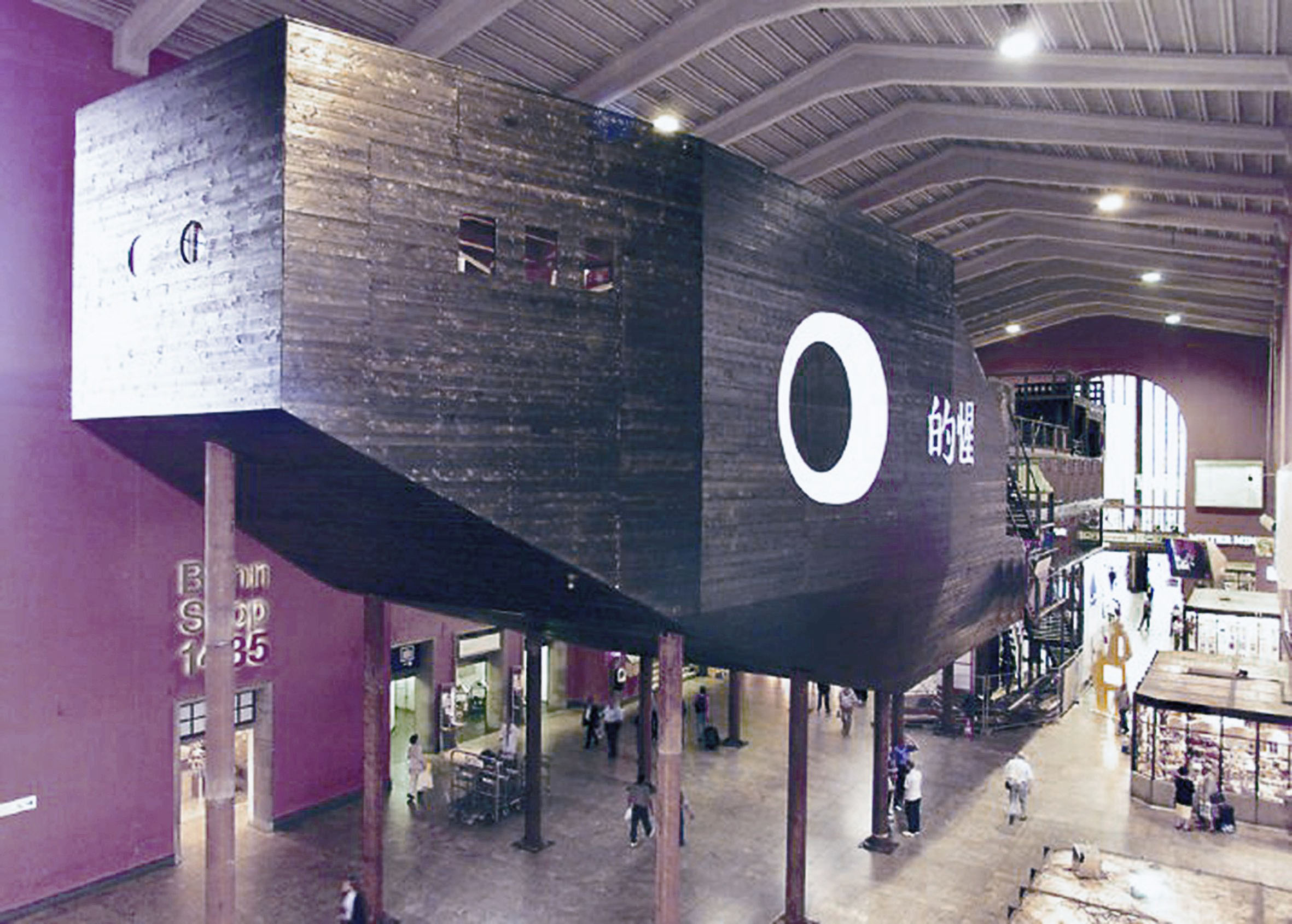
Nachbau einer Dschunke in der Ankunftshalle des Stuttgarter Hauptbahnhofs

Ein Coup gelang Straub im November 2000 mit der Versteigerung von 350.000 chinesischen Porzellanen von der 1822 auf dem Weg von China nach Indonesien in der Gasparstraße, eine Meerenge zwischen Sumatra und Borneo, gesunkenen Dschunke Tek Sing. Damit auch aus Übersee geboten werden konnte, wurde Tag und Nacht versteigert. Dieser achttägige Versteigerungsmarathon Schätze der Tek Sing sorgte für weltweites Medieninteresse.
Mit 350.000 Porzellanteilen hatte die 1999 aufgefundene Tek Sing die größte Ladung antiken Porzellans an Bord, die je aus dem Meer geborgen wurde. Diese Fracht war im Unterschied zu den anderen Unterwasserfunden, die bislang auf dem Kunstmarkt versteigert worden waren, nicht in erster Linie für die westlichen Märkte bestimmt, sondern überwiegend für die reiche chinesische Gemeinde auf Java sowie für die wohlhabenden Javanesen selbst. „Was dieser Fracht ihren aufregenden Charakter verleiht, ist der Reichtum an Typen, von denen viele bislang in der westlichen Fachwelt und unter Sammlern gar nicht oder nur wenig bekannt waren“, urteilte David Freedman, ein Fachmann für chinesisches Porzellan, im Rahmen der Katalogbeschreibungen im Jahr 2000.
Das Gebrauchsporzellan umfasste vor allem Schalen und Teller, aber auch Schenkgefäße und eine kleine Anzahl von dekorativen Objekten. Bei der Mehrzahl der Stücke handelte es sich um Blau-Weiß-Ware mit vielgestaltigen Dekoren, die im Süden Chinas hergestellt worden waren.
Nagel Auktionen baute eine Dschunke in Originalgröße nach und zeigte die schönsten Exponate im Jahr 2000 in der Ankunftshalle des Stuttgarter Hauptbahnhofs. Zusätzlich wurden Werbeveranstaltungen in New York, Paris, London und Südostasien durchgeführt. Zur Auktion in einem eigens dafür errichteten Zelt wurden rund 3000 Kunden registriert. Die Auktion fand einen Eintrag im Guinness-Buch der Rekorde.
Der Umstand, dass die Bergung der Funde nicht fachgerecht dokumentiert worden war und die Tatsache, dass der Finder Teile der Ladung zerstören ließ, um die Preise für den Rest in die Höhe zu treiben, haben zu internationaler Kritik am Verkauf der Objekte geführt.

## Sonstige wichtige Versteigerungen seit 1990
- 1990 Glas-Sammlung Uwe Friedleben
- 1995 Schloss Osterberg
- 1996 Schloss Möckmühl
- 1997 Schloss Orsenhausen
- 1998 Schloss Gaussig
- 2000 Spielzeug-Sammlung H. G. Klein
- 2002 Sammlung „Adolf Hölzel und sein Kreis“
- 2006 Skulpturen-Sammlung Bernhard und Romy Fahr
- 2008 Sammlung J. J. Ludwig, Regensburg
- 2009 Sammlung Neckermann
- 2013 Sammlung Julius Eberhardt
- 2014 Jubiläumsauktion 25 Jahre Asiatische Kunst
- 2016 Sammlung Gert K. Nagel
- 2017 Sammlung Roland Hänssel, manus presse
- 2018 Sammlung Manfred Erb
- 2019 Sammlung Friedrich und Dr. Ruth Boss
- 2021 Deutscher Auktionsrekord 2021
- 2021 Sammlung Schmuck und Juwelen Dr. Ingrid Stahmer
- 2022 Versteigerung der "Art Kite Collection"
- 2023 Sammlung Ferdinand III Mülhens
- 2023 Historische Waffen-Sammlung des Freiherren von Ellmendorff
- 2024 Nachlass Wilhelm Kuhnert